# Lillbergstjärnarna, Lappland
Lillbergstjärnarna är en sjö i Arvidsjaurs kommun i Lappland och ingår i Byskeälvens huvudavrinningsområde.